# Абдулрахман Гариб
Абдулрахма́н Абдулла́ Гари́б (араб. عبد الرحمن عبد الله غريب‎; род. 31 марта 1997, Саудовская Аравия) — саудовский футболист, полузащитник клуба «Ан-Наср» и сборной Саудовской Аравии.

## Игровая карьера

### Клубная карьера
Гариб дебютировал за «Аль-Ахли» в Про-лиге 29 декабря 2017 года в матче с клубом «Ан-Наср», выйдя на замену на 88-й минуте матча; матч завершился победой клуба «Ан-Наср» со счётом 3:1. 17 сентября 2018 года подписал с клубом новый контракт.
20 августа 2022 года перешёл в «Ан-Наср», с которым подписал контракт сроком на четыре сезона.

### Карьера в сборной
В составе сборной Саудовской Аравии играл на Кубке Азии 2019 года и Кубке Азии 2023 года, на которых саудовцы два турнира подряд вылетали в 1/8 финала.
Летом 2021 года был включён в состав олимпийской сборной на олимпийский футбольный турнир. На турнире сыграл в трёх матчах на групповом этапе, на котором саудовцы заняли в группе последнее место.